# Ioannis Kossos
Ioannis Kossos (griechisch Ιωάννης Κόσσος, * 1832 in Tripoli; † 1878 in Athen) war ein bedeutender griechischer Bildhauer des Klassizismus.

## Leben

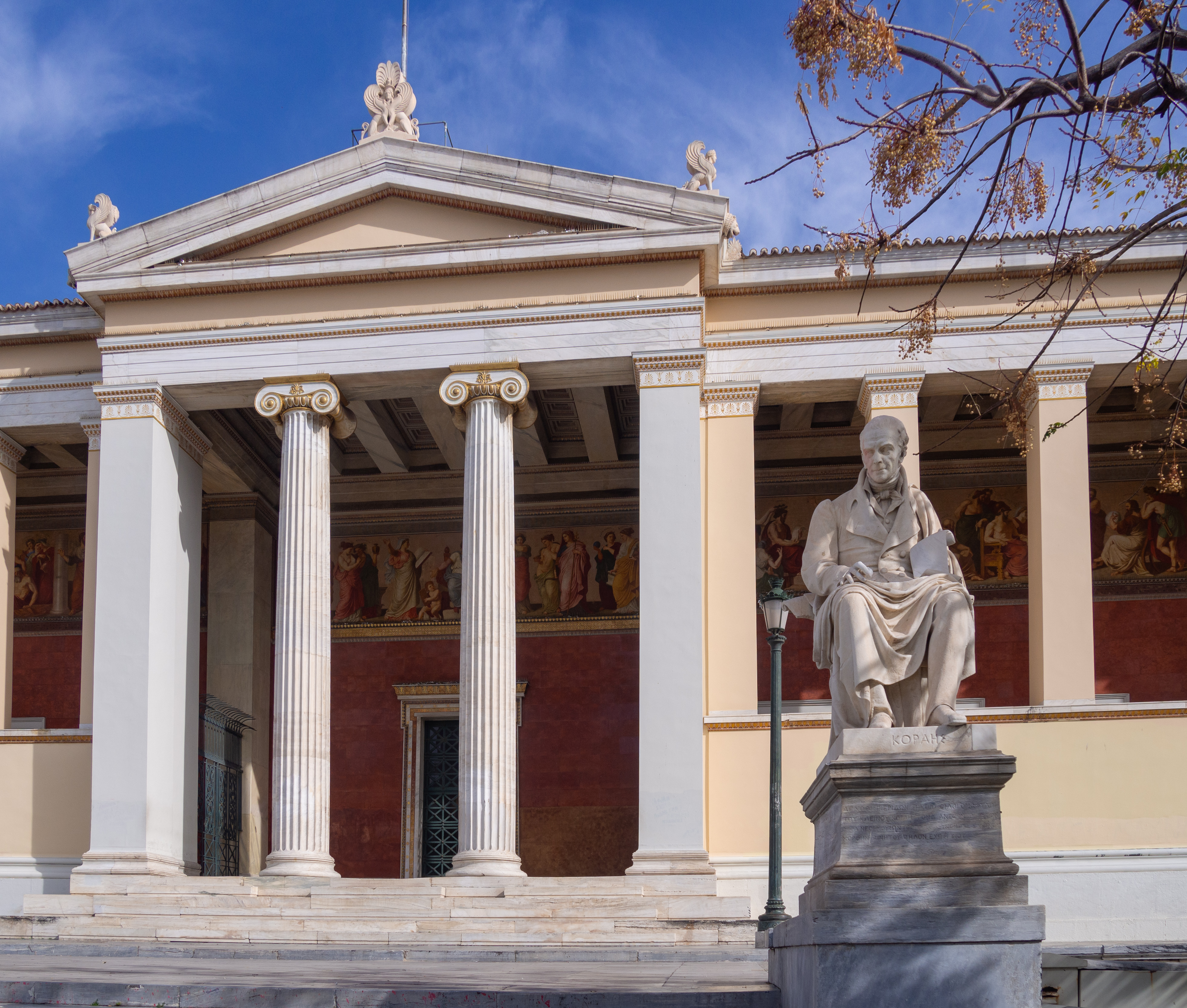
Adamantios Korais, Ioannis Kossos, 1874, Propyläen der Kapodistrias-Universität von Athen. Das Werk wurde nach dem Tod des Bildhauers von seinem Schüler Georgios Vroutsos vollendet.

Er wurde in der Hauptstadt des Peloponnes als Sohn des Holzschnitzers Petros Kossos geboren, war bereits in Zusammenarbeit mit seinem Vater ein versierter Bildhauer geworden, bevor er 1847 sein Studium an der Athener Kunstschule begann. 1849 ging er mit einem Stipendium nach Rom, wo er vier Jahre an der Accademia di San Luca studierte. Nach Abschluss seines Studiums und mit zweijähriger Pause in Paris und London kehrte er 1855 nach Athen zurück und gründete ein eigenes Atelier, das für mehrere Bildhauer der folgenden Generation zu einer Schule wurde.

## Wirken
Zu Kossos bekanntesten Werken zählen die Statue des griechischen Kaufmanns und Mäzens Evangelos Zappas vor der Kongresshalle Zappeion in Athen sowie die Statue des Revolutionärs Rigas Pheraios vor den Propyläen der Universität von Athen.